# Revista Viração
A Revista Viração é um projeto de educomunicação, criado em março de 2003 pelo jornalista Paulo Pereira Lima e filiado à Associação de Apoio a Meninos e Meninas da Região Sé.
A Viração é uma organização da sociedade civil sem fins lucrativos criada em março de 2003 e recebe apoios institucionais do Fundo das Nações Unidas para a Infância (UNICEF), da Organização das Nações Unidas para a Educação, a Ciência e a Cultura (UNESCO) e da Agência de Notícias dos Direitos da Infância (Andi).
Possui metodologias próprias de trabalho e experiência comprovada em processos de educomunicação e de mobilização social juvenil; habilidade para trabalho em escolas e com grupos de diferentes naturezas; experiência em planejamento, gestão e habilidade de trabalho em grupo, em parcerias e redes, na implantação e implementação de projetos sociais, na área da infância e juventude; experiência no desenvolvimento de materiais de comunicação e cobertura jornalística a partir do olhar de crianças, adolescentes e jovens; e histórico de compromisso com os Direitos da Criança e do Adolescente.
A Viração tem como missão promover práticas de comunicação, educação, da mobilização, taz grande inovação em termos de produção de mídia para adolescentes e crianças : o Conselho Jovem, composto por representantes de escolas públicas, escolas privadas, ONGs, fundações, movimentos sociais jovens etc. Os conselhos atuam em 24 capitais e reúnem, em média, de 10 a 15 jovens.

## Um pouco mais sobre a ONG
A revisa viração faz parte da própria ONG Viração que tem a motivação de fomentar e divulgar processos e práticas de comunicação, educação e mobilização social entre jovens e adolescentes visando transformar a realidade, especialmente nas periferias.
Além de produzir a revista impressa e eletrônica, oferece cursos e oficinas de capacitação em comunicação popular feita para jovens, por jovens e com jovens, em escolas, grupos, projetos, movimentos sociais e comunidades que reúnem representantes de escolas públicas e particulares, em todo o Brasil.  

## Agencia jovem de Notícia
Além da revista, a ONG conta com a Agência jovem de noticias, que é um jornal online. Ela foi criada, em 2005, a partir de um processo colaborativo. Mais do que um núcleo de geração de notícias, a iniciativa, coordenada pela organização não governamental Viração Educomunicação, forma e mobiliza adolescentes e jovens de todo o país. Por isso, já conquistou a parceria de 48 instituições, da sociedade civil e das redes públicas de ensino. 

## Prêmios
Viração ganhou 14 prêmios nacionais e internacionais. São eles:
Julho de 2011, Prêmio MED “Cesare Scurati” Giuria Popolare e Menzione Speciale, concedido pela Associação Italiana de Educação aos Meios e à Comunicação;
Janeiro 2011, Prêmio de Valorização de Iniciativas Culturais (VAI) 2011, da Secretaria de Cultura do Município de São Paulo;
Dezembro 2010, Quarto Mundo, Melhor Programa de TV Universitária do 6º Fest Aruanda (Festival do Audiovisual Brasileiro);
Setembro 2010, Prêmio Internacional de Educomunicação, concedido pela União Católica Internacional de Imprensa;
Maio de 2009, Prêmio Huellas, concedido pelo UNICEF América Latina e Caribe;
Maio de 2009, Prêmio Ponto de Mídia Livre, concedido pelo Ministério da Cultura;
Janeiro de 2009, Prêmio Ponto de Leitura, concedido pelo Ministério da Cultura;
Agosto de 2008, Prêmio de Investigação Jornalística TIM Lopes, concedido pela Agência de Notícias dos Direitos da Infância (Andi);
Junho de 2008, Prêmio Visibilidade em Políticas Sociais, concedido pelo Conselho Regional de Serviço Social do Rio de Janeiro;
Dezembro de 2007, Prêmio Projeto de Incentivo à Literatura (PAC), concedido pela Secretaria de Cultura do Estado de São Paulo;
Dezembro de 2005, ganhou o Prêmio Cidadania Mundial, concedido pela Comunidade Bahá’í do Brasil;
Junho de 2005, segundo Relatório Mídia Jovem, da Agência de Notícias dos Direitos da Infância (Andi), Viração é a primeira no ranking entre as revistas voltadas para jovens, seguida da MTV, Capricho, Todateen e Atrevida;
Junho de 2004, ganhou o Prêmio Don Mario Pasini Comunicatore, em Roma, concedido pela Associazione Cuore Amico e a Agência de Notícias Misna;
Janeiro de 2004, Viração ganhou o Prêmio de Valorização de Iniciativas Culturais, da Secretaria de Cultura do Município de São Paulo, entre mais de 600 projetos concorrentes.
Além disso a revista ganhou outros prêmios como
Milton Santos 2014
Mariazinha Fusari 2015